# Csíksomlyói Nepomuki Szent János-kápolna
A Nepomuki Szent János-kápolna Csíksomlyón a  kegytemplom és kolostor előtti tér bal oldalán, Csíkszék egykori székháza közelében található.  

## Története
A kápolnát 1767-ben püspöki engedéllyel Salamon Imre a kolostor gondnoka, saját költségén építtette és  az utazók védőszentje Nepomuki Szent János tiszteletére szentelték fel.
Az első kápolna a gótikus templom bejáratánál állt, amelyet a barokk templom építésekor lebontottak, helyén a Nepomuki Szent János szobrát helyezték el. 
Mivel a csíksomlyói pünkösdi búcsúra érkező zarándokok nem fértek be a templomba, ezért Bajtay János József püspöktől engedélyt kértek a kápolna újraépítésére, amelyet 1770. május 27-én Szeredai Antal püspöki helynök jóváhagyott.
A kápolnát 1821-ben a somlyói konvent építtette újra a kegytemplom homlokzatával szembeni  üres telekre, ahol 1828-1838. között felépítették Csík-, Gyergyó- és Kászonszékek Székházát is. A kápolna nagyon megnehezítette a bejáratot, azért a széki elöljárók kérték az épület elköltöztetését, magukra vállalva az átépítéssel járó  költségeket. 
Többszöri elutasítás után 1830-ban a káptalan jóváhagyta a kápolna elköltöztetését. 1838-ban Csíkszék költségén felépíttették az új Nepomuki Szent János-kápolnát, amely napjainkban a  kegytemplomtól délnyugatra található. 
Régen a ferencesek a  kerítőfalba épített kápolnánál fogadták a pünkösdi búcsúra érkező zarándokokat, erre szolgált a homlokzati szószék.

## Leírása
A Csíksomlyói Nepomuki Szent János-kápolna hossza 4, 44 méter,  szélessége 3,27 méter.
A kápolnát 1921-ben és 1928-ban restaurálták, belsejét újrafestették új oltárt és új szószéket helyeztek el benne. Az oltárra a megkopott Szent János-szobor helyébe Szent Erzsébet-képet festettek.
Homlokzatán az 1817-es évszám olvasható.
A  Nepomuki Szent János-kápolna  mellett található az 1567. május 17-iki  Tolvajos-tetői csata  emlékoszlopa, amelyen az alábbi felirat olvasható: 
“Emlékére azon győzelemnek, melyet 1567 Pünkösd szombatján ezen helyen nyert ifjabb János Zsigmond király hada ellen az maga szent Hitét védelmező székely nép.”
A báró Henter Antal Udvarhelyszék főkirálybírája által készíttetett emlékoszlopot 1870. körül Simon Jukundián provinciális hozatta Csíksomlyóra.

## Külső hivatkozások
- http://www.karpattour.ro/somlyo.htm%5B%5D